# Real, Quezon
Reál là một đô thị cấp ba ở tỉnh Quezon, Philippines. Theo điều tra dân số năm 2007, đô thị này có dân số 33.073 người. Đây là một thị xã ven biển, nằm bên bờ Đern của Luzon nhìn ra biển Philippines nổi tiếng với các khu nghỉ dưỡng biển.
Tháng 12 năm 2004, Real bị bão Violeta, Winnie, và Yoyong tàn phá nặng nề.

## Các đơn vị hành chính
Real, về mặt hành chính, được chia thành 17 khu phố (barangay).
| - Poblacion I (Barangay 1) - Capalong - Cawayan - Kiloloran - Llavac - Lubayat - Malapad - Maragondon - Pandan | - Tanauan - Tignoan - Ungos - Poblacion 61 (Barangay 2) - Maunlad - Bagong Silang - Masikap - Tagumpay |